# Приэтокский
Приэто́кский — посёлок в составе Георгиевского района (городского округа) Ставропольского края Российской Федерации.

## Варианты названия
- Незлобненский плодопитомник совхоза № 3[2].

## География
Расстояние до краевого центра: 165 км.
Расстояние до районного центра: 19 км.

## История
До 2017 года входил в состав упразднённого Незлобненского сельсовета.

## Население
| 1989 | 2002 | 2010 | 2014 | 2023 |
| ---- | ---- | ---- | ---- | ---- |
| 500  | ↗551 | ↗560 | ↘500 | →500 |

По данным переписи 2002 года, 81 % населения — русские.

## Инфраструктура
На территории поселка Приэтокского есть дом культуры, который был основан в 1958 году. Это было единственное место, где жители поселка могли провести свой досуг. В сельском доме культуры всегда велась активная работа. В разное время в нем проводились семинары, собрания, лекции, проходили концерты и другие мероприятия. 1 февраля 2001 г. в сельском доме культуры произошел пожар, в результате которого здание полностью вышло из строя, но работа учреждения не прекращалась. В настоящее время дом культуры восстановлен.
Сельская библиотека открыта 25 февраля 1988 года.
Медобслуживание осуществляет фельдшерско-акушерский пункт.
СПК «Незлобненский». Образован 13 января 1943 года как плодосовхоз Незлобненский.
В 1 км к северу от посёлка расположено открытое кладбище (площадь участка 2000 м²)

## Образование
- Детский сад № 13 «Вишенка»
- Средняя общеобразовательная школа № 14. Открыта 1 сентября 1961 года[13]

Население поселка, в том числе и детское, быстро увеличивалось, и возить ребят в школу в станицу Незлобную было сложно. 1 сентября 1960 г. в поселке открыли школу.
В те годы школа представляла из себя небольшое здание, состоящее всего из двух классных комнат и еще одной, которая была одновременно и учительской и библиотекой.
В 1960-е гг. в поселке уже было около ста школьников, поэтому школа работала в две смены.
Сегодня школа - это уже, конечно, не маленькое двуклассное здание.
Это одноэтажное каменное строение с небольшими, но уютными светлыми кабинетами, с библиотекой. На территории школы расположены спортивная площадка и учебно-опытный участок. Школа всегда была культурным центром в посёлке: проводятся тематические вечера, встречи с ветеранами Великой Отечественной войны, спортивные соревнования, культурно-массовые мероприятия, ярмарки, в которых принимают участие и жители поселка.